# Xã Bloomfield, Quận Oakland, Michigan
Xã Bloomfield (tiếng Anh: Bloomfield Township) là một xã thuộc quận Oakland, tiểu bang Michigan, Hoa Kỳ. Năm 2010, dân số của xã này là 41.070 người.